# Gene D. Sprouse
Gene D. Sprouse é Professor Emérito de Física e Astronomia na Universidade Stony Brook e foi eleito membro da American Association for the Advancement of Science (2012). Seu trabalho concentra-se principalmente na física experimental, utilizando aceleradores, lasers e espectroscopia nuclear para investigar a estrutura nuclear. Em particular, ele, juntamente com Luis Orozco, estudou o elemento Frâncio utilizando técnicas de aprisionamento por laser. Ele foi Editor-Chefe da série Physical Review da American Physical Society de 2007 até 2015.